# TT35
La tombe thébaine TT 35 est située à Dra Abou el-Naga, dans la nécropole thébaine, sur la rive ouest du Nil, face à Louxor en Égypte.
C'est la sépulture de Bakenkhonsou, qui était « grand prêtre d'Amon » durant le règne de Ramsès II (XIXe dynastie).
Bakenkhonsou est le fils de Roma, également grand prêtre d'Amon dont la femme est aussi appelée Roma. L'épouse de Bakenkhonsou se nomme Meretseger ; elle est chef du harem d'Amon.